# Adam Kok I
Adam Kok I (1710 - 1795), geboren als Adam Eta, was de eerste leider (kaptyn) van de Griekwa in Zuid-Afrika.

## Biografie
Adam Kok werd geboren in 1710 als Adam Eta. Zijn ouders stierven tijdens een pokkenepidemie in 1713 en hij werd opgevoed door zijn oom en tante in de buurt van Piketberg.
Adam Eta werd de slaaf van de Nederlander Jacobus Hollander, die hem in ruil voor een stuk land aan de gouverneur van de Kaapkolonie (Jan de la Fonteine) aanbood. Voor de gouverneur werkte hij als kok en nam hij de naam Adam Kok aan. Omdat de volgende gouverneur (Hendrik Swellengrebel) zijn eigen kok had werd Kok opgesloten. De volgende gouverneur (Willem van der Stel) maakte Kok een vrij man en gaf hem als compensatie voor zijn opsluiting een wagon, geweren, buskruit, tien ossen en een huis bij Boesmanskloof.
Na zijn vrijlating ontmoette Kok het Griekwastamhoofd Koos Kleinman, die hem tot zijn opvolger benoemde. Na de dood van Kleinman werd Kok door de Kaapkolonie erkend als stamhoofd van de Griekwa en tot kapitein (kaptyn) benoemd. Hij trad in huwelijk met Donna Gogosa, de dochter van een stamhoofd van de Chariguriqua, een ander Griekwavolk. Met zijn volk leefde hij een semi-nomadisch leven in Namakwaland.
Kok overleed in 1795 en werd opgevolgd door zijn zoon Cornelius Kok I.

## Herdenking
In 2011 werd Adam Koks 300e geboortedag herdacht door de Zuid-Afrikaanse president Jacob Zuma. Zuma noemde Kok "een buitengewone held in de verzetsoorlogen tegen blanke kolonisten en kolonialisme."